# Hashimura Ryujoseph
Ryujoseph Hashimura (sinh ngày 23 tháng 8 năm 2000) là một cầu thủ bóng đá người Nhật Bản.

## Sự nghiệp câu lạc bộ
Ryujoseph Hashimura đã từng chơi cho FC Machida Zelvia.